# Jasper (Texas)
Jasper è una località degli Stati Uniti d'America, capoluogo della contea omonima, nello Stato del Texas.